# رورسی
روِرسی (اتللو) یک بازی دو نفره استراتژیک است که روی یک تخته ۸ در ۸ غیر شطرنجی بازی می‌شود. از ۱۹۷۱ شکل بازی و قوانین آن تغییر کرد و به اتللو شهرت یافت.

## پیشینه
در این بازی شصت و چهار مهره یکسان وجود دارد که از یک طرف سفید و از طرف دیگر سیاه هستند. بازیکنان به نوبت مهره‌هایی را روی صفحه قرار می‌دهند که رنگ تعیین شده آنها رو به بالا است. در طول یک بازی، هر مهره با رنگ حریف که در یک خط مستقیم قرار گرفته و با مهره تازه قرار گرفته محدود شده و مهره دیگری از رنگ پخش کننده فعلی به رنگ بازیکن فعلی تبدیل می‌شود. هدف از این بازی این است که اکثر مهره‌ها هنگام نمایش آخرین مربع خالی قابل نمایش، رنگ خود را نشان دهند. 

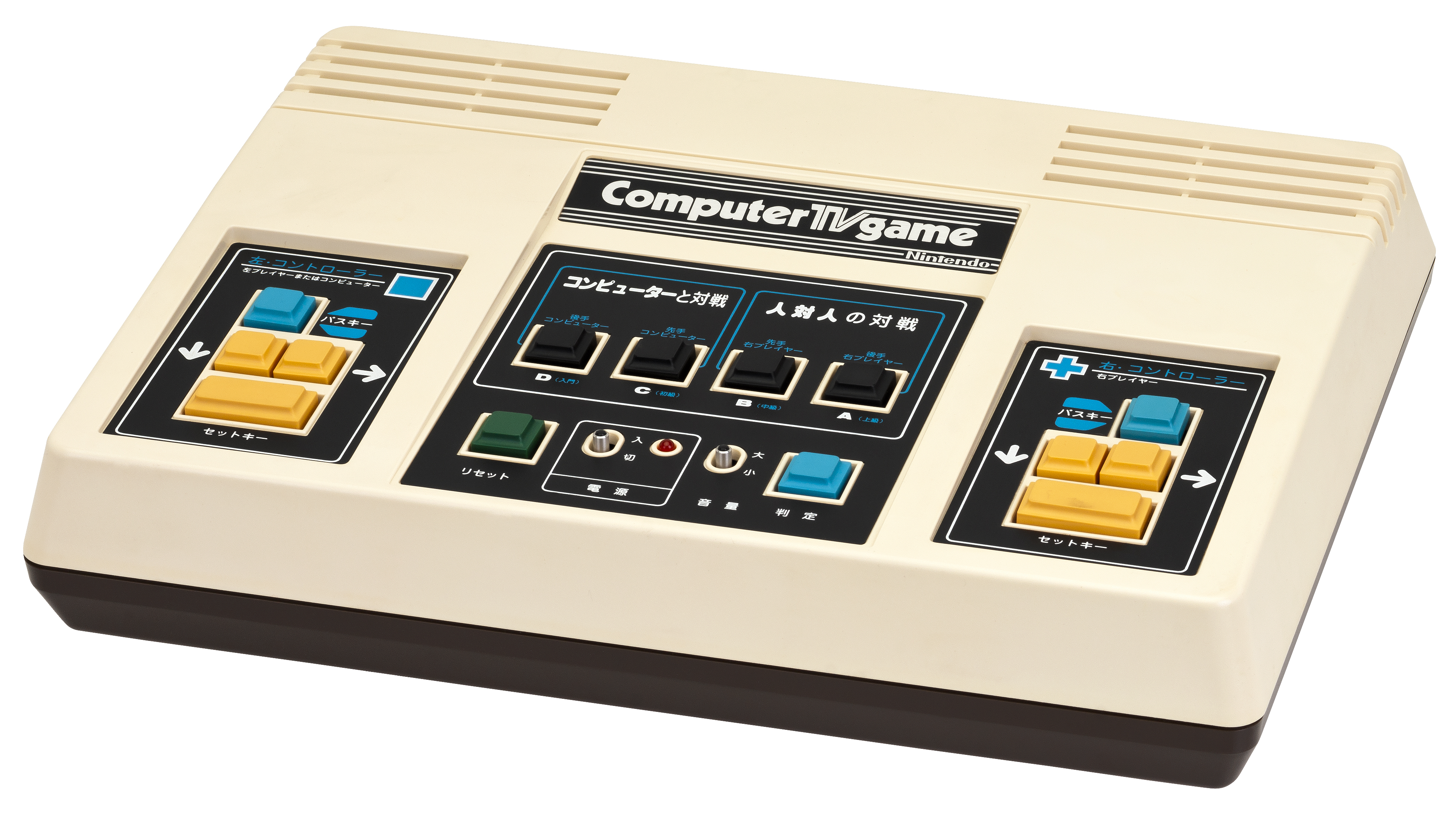
اتللو یکی از اولین بازی‌های آرکید نینتندو بود و بعداً در سال ۱۹۸۰ به یک کنسول بازی اختصاصی خانگی منتقل شد.

گورو هاسگاوا ادعا می‌کند که منشأ اتلو یا روِرسی به ۵۰۰۰ سال پیش بر می‌گردد. با این حال، شواهد محکمی وجود دارد که نشان می‌دهد بازی مشابه اتلو یا روِرسی از قرن ۱۹ رایج بوده‌است.

### نسخه اصلی
انگلیسی‌ها لوئیس واترمن و جان دبلیو مولت هر دو ادعا می‌کنند که بازی روِرسی را در سال ۱۸۸۳ اختراع کرده‌اند و هر کدام دیگری را به عنوان کلاهبرداری محکوم کرده‌اند. این بازی در اواخر قرن نوزدهم در انگلستان از محبوبیت قابل توجهی برخوردار شد. اولین گزارش قابل اعتماد بازی در ۲۱ اوت ۱۸۸۶ در The Saturday Review است. منبع بعدی شامل مقاله‌ای در سال ۱۸۹۵ در نیویورک تایمز است.

### اتللو

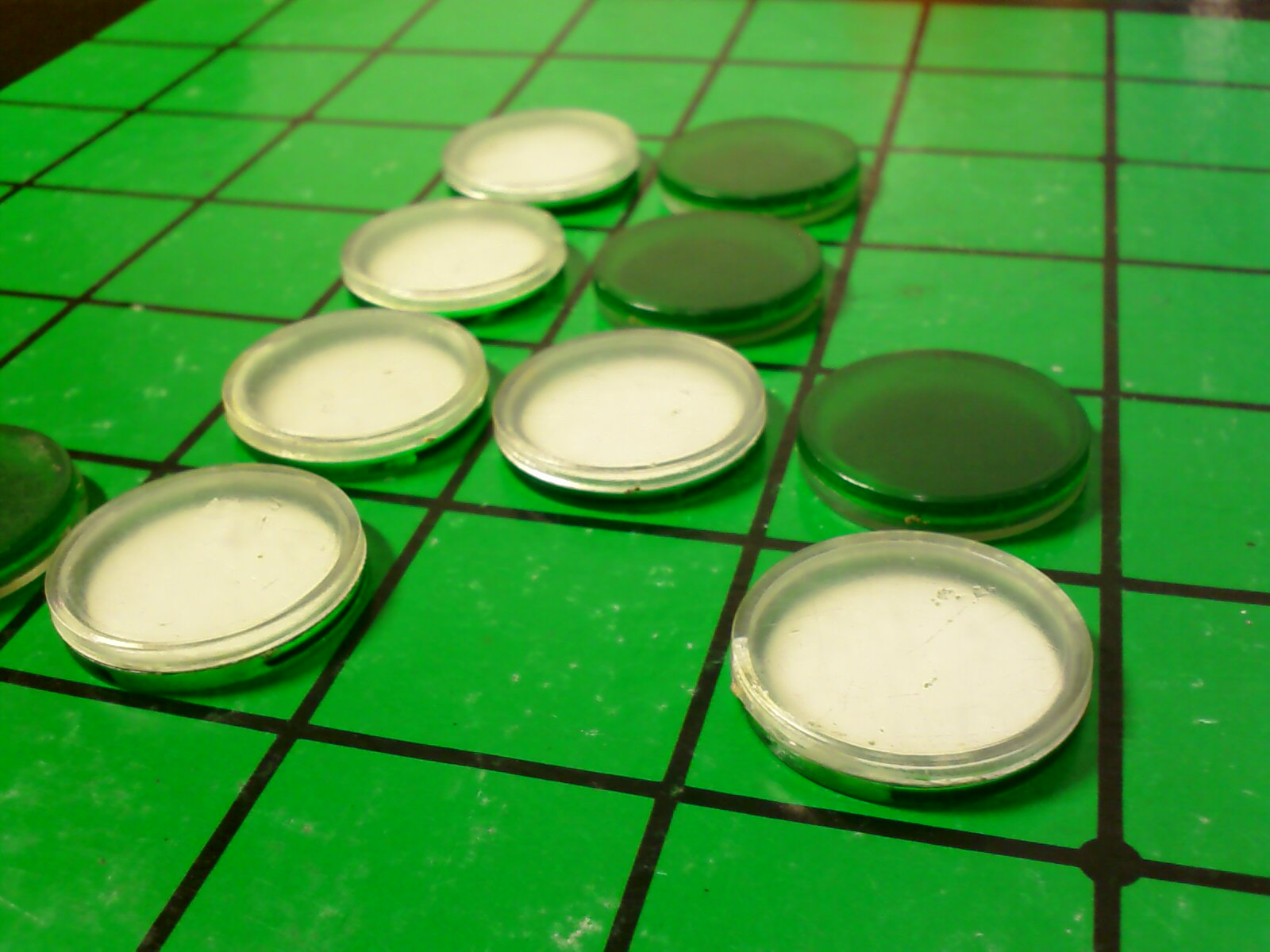
یک ست پلاستیکی مدرن اتللو

نسخه مدرن بازی روِرسی، به عنوان اتللو شناخته می‌شود. در سال ۱۹۷۱ توسط ساتوشی هاسگاوا در ژاپن ثبت شد. هاسگاوا در ابتدا توضیح داد که اتللو پیشرفتی در روِرسی داشت اما از حدود سال ۲۰۰۰، او شروع به ادعا کرد که او اتللو را بدون توجه به روِرسی اختراع کرده‌است.
تفاوت بازی با روِرسی در این است که چهار مهره اول در مرکز قرار می‌گیرند، اما در یک الگوی مورب استاندارد، به جای اینکه توسط بازیکنان قرار گیرند. علاوه بر این، جایی که روِرسی به محض اینکه هیچ‌یک از بازیکنان نتوانست حرکتی انجام دهد به پایان می‌رسد، در اتلو بازیکن بدون حرکت به سادگی مهره را عبور می‌دهد.
هاسگاوا در مارس ۱۹۷۳ انجمن اتللو ژاپن را تأسیس کرد و اولین مسابقات قهرمانی ملی اتللو را در ۴ آوریل ۱۹۷۳ در ژاپن برگزار کرد.
این نام توسط هاسگاوا به عنوان اشاره ای به نمایشنامه شکسپیر اتللو، مور ونیز، با اشاره به درگیری بین مور اتللو و یاگو، و بحث برانگیزتر، درام آشکار بین اتللو، که سیاه‌پوست است ، انتخاب شد. دزدمونا که سفیدپوست است. رنگ سبز تابلو از تصویر ژنرال اتللو الهام گرفته شده‌است، که شجاعانه نبرد خود را در یک میدان سبز هدایت می‌کند. همچنین می‌توان آن را به یک مسابقه حسادت تشبیه کرد (حسادت موضوع اصلی بازی شکسپیر است که اصطلاح «هیولا با چشم سبز» را متداول کرد)، زیرا بازیکنان مهره‌های حریف را بلعیده و در نتیجه آنها را به مالکیت خود درمی‌آورند.
اتللو برای اولین بار در ۱۹۷۵ در ایالات متحده توسط صنایع گابریل راه اندازی شد و در آنجا نیز از موفقیت تجاری برخوردار بود. گفته می‌شود فروش از مرز ۶۰۰ میلیون دلار فراتر رفته‌است. بیش از ۴۰ میلیون بازی کلاسیک در بیش از ۱۰۰ کشور مختلف فروخته شده‌است.

## قوانین
نسخه تاریخی روِرسی با یک تخته خالی شروع می‌شود و دو حرکت اول انجام شده توسط هر بازیکن در چهار مربع مرکزی تخته است. بازیکنان مهره‌های خود را به‌طور متناوب با رنگ رو به بالا قرار می‌دهند.
برای بازی خاص اتللو، بازی با چهار مهره که در یک مربع در وسط شبکه قرار گرفته‌اند، شروع می‌شود، دو عدد از سمت سفید به بالا، دو از طرف سیاه به بالا، به طوری که مهره‌های هم رنگ در یک مورب قرار دارند.

## قهرمانی جهان اتللو
مسابقات جهانی اتللو (WOC) در سال ۱۹۷۷ آغاز شد که توسط انجمن اتلوی ژاپن سازماندهی شد.